# Irene Vecchi
Pour les articles homonymes, voir Vecchi.
Irene Vecchi (née le 10 juin 1989 à Livourne) est une escrimeuse italienne, spécialiste du sabre.

## Biographie
Triple médaillée par équipes lors des Championnats d'Europe (une médaille d'or et deux de bronze), Irene Vecchi est qualifiée à titre individuel pour les Jeux olympiques de Londres en 2012 qu'elle dispute pour la première fois.

## Palmarès
- Championnats du monde d'escrime
  -  Médaille d'or en équipe aux Championnats du monde d'escrime 2017 à Leipzig
  -  Médaille de bronze en individuel aux Championnats du monde d'escrime 2017 à Leipzig
  -  Médaille de bronze en individuel aux Championnats du monde d'escrime 2013 à Budapest
- Championnats d'Europe d'escrime
  -  Médaille d'or en équipe aux Championnats d'Europe d'escrime 2017 à Tbilissi
  -  Médaille d'or en équipe aux Championnats d'Europe d'escrime 2011 à Sheffield
  -  Médaille de bronze en équipe aux championnats d'Europe d'escrime 2013 à Zagreb
  -  Médaille de bronze en individuel aux championnats d'Europe d'escrime 2013 à Zagreb
  -  Médaille de bronze en équipe aux Championnats d'Europe d'escrime 2009 à Plovdiv